# جدجداوات دغلية
جدجداوات دغلية (الاسم العلمي: Eneopterinae)، فُصيلة حشرات من فصيلة الجداجد الحقيقية. الجنس النبطي لهذه الفُصيلة الجدجد الدغلي. وتضم الفُصيلة أكثر من 500 نوع.